# Red Foley
Clyde Julian „Red“ Foley (* 17. Juni 1910 in Blue Lick, Kentucky; † 19. September 1968 in Fort Wayne, Indiana) war ein US-amerikanischer Country-Sänger.

## Biografie

### Kindheit und Jugend
Foleys Eltern betrieben einen Kolonialwarenladen, und so wurde er frühzeitig mit den dort angebotenen Musikinstrumenten vertraut. Eine Zeit lang erhielt er Gesangsunterricht. Sein Hauptinteresse galt aber zunächst dem Sport. Nachdem er bei verschiedenen Gesangswettbewerben als Sieger hervorgegangen war, wurde er 1930 für den WLS National Barn Dance in Chicago entdeckt. Zu diesem Zeitpunkt studierte er am Georgetown College von Kentucky.

### Karriere
Foley verbrachte sieben Jahre bei der WLS National Barn Dance Show. Als Sänger trat er zusammen mit den Cumberland Ridge Runners auf. 1933 starb seine Ehefrau bei der Geburt des ersten Kindes. Er heiratete wenig später erneut. Seine Tochter aus dieser zweiten Ehe mit Judy Martin ist Shirley Lee Foley, die seit 1953 mit dem Sänger Pat Boone verheiratet ist. Deren gemeinsame Tochter ist Sängerin Debby Boone.
1937 wurde bei WLW eine neue Show aufgelegt, die speziell auf Red Foley zugeschnitten war, der Renfro Valley Barn Dance. Hier hatte er Gelegenheit, seine musikalische Vielseitigkeit unter Beweis zu stellen. Sein Repertoire reichte von sanften Balladen bis zum schnellen Boogie Woogie. Dank seiner angenehmen Stimme und seiner sympathischen Persönlichkeit gewann er schnell an Popularität. Zwei Jahre später erhielt er seine eigene Show, Avalon Time.
Bei einem kleinen Label wurden erste Platten eingespielt. 1941 unterschrieb er bei Decca Records. Sein erster kleinerer Hit war Old Shep. Im gleichen Jahr kehrte er zur Barn Dance Show zurück. In dieser Zeit trat er auch mehrmals in Westernfilmen auf. 1944 hatte er mit Smoke On The Water seinen ersten Nummer-1-Hit. Weitere Top-10-Platzierungen folgten, darunter mit Shame On You erneut ein Top-Erfolg. 1946 übernahm er die Rolle des Conferenciers der Grand Ole Opry, im Jahre 1950 hatte er seinen ersten Millionenseller mit Chattanoogie Shoe Shine Boy. Im gleichen Jahr gelangen ihm mit Cincinnati Dancing Pig und Ou Lady Of Fatima zwei weitere Erfolge in den Pop-Charts. 1947 hatte er mit New Jolie Blonde einen Nummer-eins-Hit in den Country-Charts.
Anfang der fünfziger Jahre beging seine Frau Selbstmord, nachdem sie von seiner Affäre mit Sally Sweet, die später seine dritte Frau werden sollte, erfahren hatte. Foley zog sich für einige Zeit aus der Öffentlichkeit zurück, produzierte aber weiterhin Platten. Sein Einsiedlerleben dauerte bis 1954, als er das Angebot für eine neue Show bekam. Ozark Jubilee wurde zu einem sofortigen Erfolg und lief bis 1960.
In den sechziger Jahren produzierte Foley weiterhin Platten, die sich aber nicht mehr in den Hitparaden platzieren konnten. Eine Zeit lang wirkte er in der Fernsehserie Mr.Smith Goes to Washington mit.
1967 wurde Foley in die Country Music Hall of Fame aufgenommen. Für seine Verdienste um die Country-Musik-Industrie wurde er mit einem Stern auf dem Hollywood Walk of Fame geehrt (6225 Hollywood Blvd.).
Red Foley starb am 19. September 1968 im Alter von 58 Jahren an den Folgen eines Herzinfarkts. Er wurde auf dem Woodlawn Memorial Park Cemetery in Nashville beigesetzt.

## Diskografie (Alben)
- 1951 – Red Foley Souvenir Album
- 1953 – A Tribute To Jimmie Rodgers
- 1953 – Sing A Song Of Christmas
- 1954 – Lift Up Your Voice
- 1955 – Lift Up Your Voice
- 1955 – Beyond The Sunset
- 1956 – Red & Ernie, Vol. 1
- 1956 – Red & Ernie, Vol. 2
- 1958 – Red Foley's Dickies Souvenir Album
- 1958 – I Believe
- 1958 – He Walks With Thee
- 1958 – Beyond The Sunset
- 1958 – My Keepsake Album
- 1959 – Let's All Sing With Red Foley
- 1960 – Kitty Wells' and Red Foley's Golden Favorites
- 1961 – Rockin' Chair
- 1961 – Company's Comin'
- 1961 – Songs Of Devotion
- 1962 – Dear Hearts & Gentle People
- 1962 – Life's Railroad To Heaven
- 1962 – Hang Your Head In Shame
- 1963 – The Red Foley Show
- 1963 – Rock Of Ages
- 1965 – I'm Bound For The Kingdom
- 1967 – Songs For The Soul
- 1969 – I Believe